# 淡水氣候觀測所
25°09′53″N 121°26′58″E / 25.1646°N 121.44931°E
淡水氣候觀測所，是位於新北市淡水區，台灣日據時代時北部最重要之氣候觀測所之一，當前為台灣新北市市定古蹟。

## 歷史

### 日治時期
1896年，臺灣總督府發佈臺北測候所編制，同年10月在淡水建造臺灣第一座高15.5公尺的暴風警報信號標柱。1937年，日本政府因應台灣航空事業對氣象情報的需要，於鼻仔頭淡水水上飛機場上方建立觀測所，1941年升級為「臺灣總督府氣象臺淡水出張所」。

### 戰後至今
1945年，臺灣光復後，淡水出張所改制為「臺灣省氣象局淡水測候所」，1976年改稱為「淡水氣象測站」編制移入梧棲站，歸中央氣象臺二組管轄。1998年「搶救淡水河行動聯盟」提出申請，要求指定鼻仔頭的淡水氣候觀測所、淡水水上機場、原英商嘉士洋行倉庫 三處歷史建築為古蹟，2000年台北縣政府公告三處為古蹟，才使得淡水氣候觀測所免成為交通部推動的「淡水河北側沿河快速道路」計畫下的犧牲品。2023年改隸改制後的交通部中央氣象署，淡水氣象站，測站代號：46690。

## 設施
淡水氣候觀測所現存有樓頂架有風向測試儀的白色三層樓的磚造風力塔，風力塔西側的氣象觀測坪內置百頁箱、 測雨量器、虹吸式雨量器 、 地震儀、室內溫度感應棒等氣象觀測設備。原有的日式官舍現僅存地基部分。
淡水氣候觀測所還負責沿岸潮汐變化的觀測。早期為配合水上機場，曾有20多人的編制，在水上機場沒落停用以及採用自動化的測量儀器後，現縮編為一人觀測站。

## 圖片集

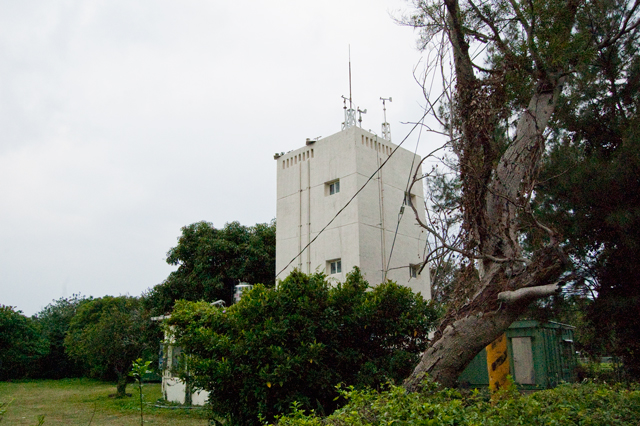
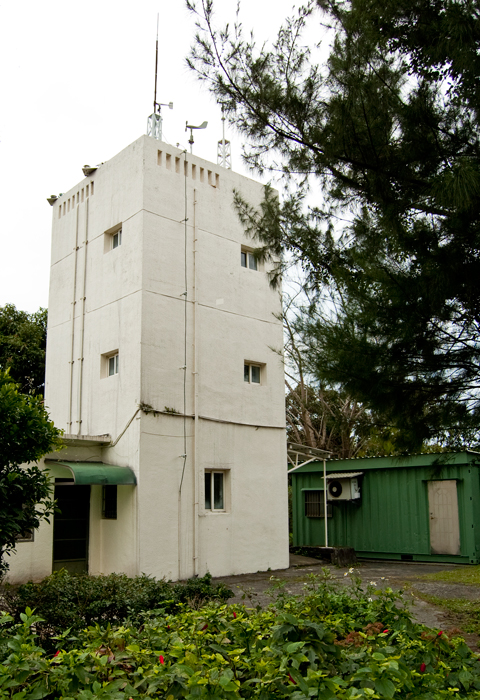
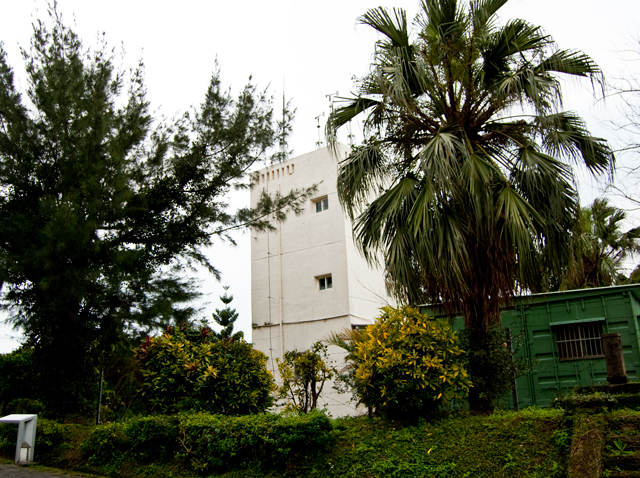

## 外部連結
- 淡水氣候觀測所-文化部文化資產局 （页面存档备份，存于）
- 淡水氣候觀測所-新北市觀光旅遊網 （页面存档备份，存于）